# Almindingen

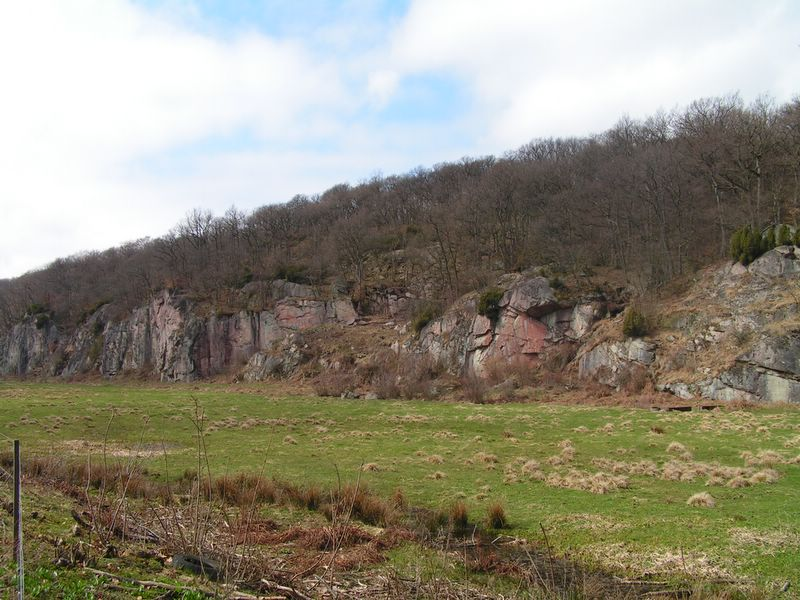
I Almindingen liggar Ekkodalen, där många har kul med att ropa "Vad drickar Möller ...?"

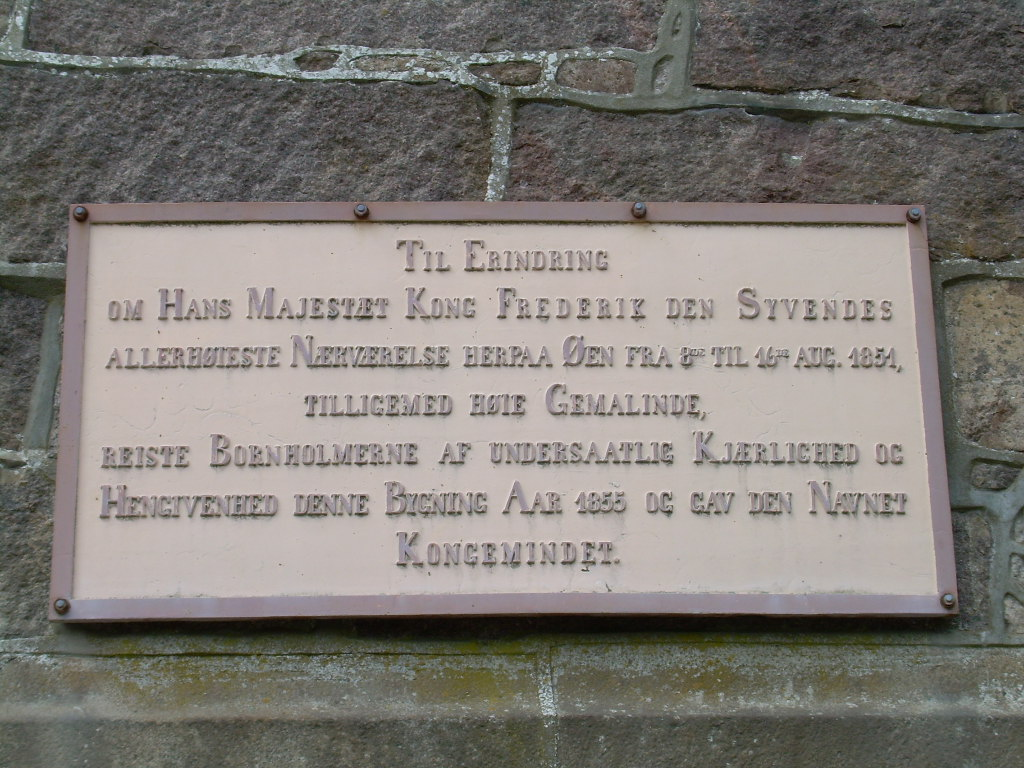
Kongemindet om Fredrik VIIs besök 1851

Almindingen ("alle mands", jämför allmänning) ligger på Bornholm och är Danmarks femte största skog på cirka 50 km2 (2004). Den planterades i början av 1800-talet. Dessförinnan fanns det sparsamt med skog på Bornholm. Området kallades då Højlyngen och boskapen betade här.
I Almindingen finns en sprickdal,) Ekkodalen, och Bornholms högsta punkt Rytterknægten med en höjd på 162 meter. Här finns också Kongemindet, till minne av Fredrik VIIs och grevinna Danners besök på ön 1851.
Det finns rester av fästningen Gamleborg som härrör från vikingatiden, och inte långt därifrån dess medeltida efterträdare Lilleborg.
Efter andra världskriget, under det kalla kriget, etablerades en radarstation i Almindingen. Nu kallas stationen Radarhoved Bornholm.

## Introduktion av visenter
Skov- og Naturstyrelsen  introducerade visenter i Almindingen i juni 2012. Sju visenter placerades innanför hägn på 200 hektar, ett par år efter den första utplaceringen av visenter i Danmark 2010 på Vorup Enge söder om Randers. Visenterna utfodras vintertid. Den första visentkalven föddes i juni 2013 och efter fyra år hade hjorden utökats med elva kalvar. År 2017 ersattes tjuren av en ny tjur från Polen, och en ungtjur överfördes till ett nytt viltreservat i Merritskov på Lolland. Efter flera dödsfall var flocken 2018 på 12–13 djur. År 2018 beslöt regeringen av viltreservatet skulle utökas till 800 hektar.